# Риво (Кунео)
Риво је насеље у Италији у округу Кунео, региону Пијемонт.
Према процени из 2011. у насељу је живело 50 становника. Насеље се налази на надморској висини од 284 м.